# 天山侧金盏花
天山侧金盏花（学名：Adonis tianschanica）为毛茛科侧金盏花属下的一个种。

## 扩展阅读
- 維基物種上的相關：天山侧金盏花